# Hiroshi Ito
Hiroshi Ito (糸博?, Ito Hiroshi; Prefettura di Fukuoka, 15 marzo 1933) è un doppiatore giapponese. Attualmente lavora presso la 81 Produce.

## Doppiaggio

### TV
- Alice SOS (Saboten Daimaoh)
- Armored Police Metal Jack (Fujihara)
- Babar (Re Nōfan)
- Caccia al tesoro con Montana (Professor Giruto)
- Chirorinmura Monogatari (Ganko)
- Detective Conan (Gen'ichirō Kaneshiro)
- Fullmetal Alchemist: Brotherhood (Gardner)
- Hamtaro (Old Man Roko)
- Lost Song (Talgia Hokley)
- MegaMan NT Warrior (Cutman.EXE Anziano)
- Naruto Shippuden (Danzo)
- Pokémon (Arujii)[non chiaro]
- Sabaku no Kaizoku! Captain Kuppa (Buritō)
- Sei Jūshi Bismarck (Professor Charles Louvre)
- I Simpson (Kent Brockman, Kirk Van Houten)
- Starship Operators (Presidente Rau)
- Swat Kats (Professore Huckle)
- X-Men (Giudice Biitorii)
- Yu-Gi-Oh! (Ispettore)
- Zoids: Chaotic Century (Zeppelin II, Gaas)

### Videogiochi
- Ace Combat 3: Electrosphere (Gabriel William Clarkson)
- Asura's Wrath (Chakravatin)
- Evolution Worlds (Fante 1)
- Final Fantasy XII (Archadian Senator)
- Psychic Force 2012 (Genshin Kenjoh)
- Resident Evil Zero HD Remaster (James Marcus)
- Shadow Hearts: Covenant (Zeppeto)
- Virtua Quest (Trident)

### OAV
- FLCL (Shigekuni Nandaba)
- Legend of the Galactic Heroes (Klaus Von Lichtenlade)

### Film
- Atashin'chi (Gramps)
- Laputa - Castello nel cielo (Mentor)